# خاویر مونیوس (بازیکن فوتبال آرژانتین)
خاویر مونیوس (اسپانیایی: Javier Muñoz‎؛ زادهٔ ۱۱ ژوئن ۱۹۸۰) بازیکن فوتبال اهل آرژانتین است.

## باشگاهی
از باشگاه‌هایی که در آن بازی کرده است می‌توان به باشگاه ورزشی تنریف، باشگاه فوتبال پاچوکا، باشگاه فوتبال لگانس، باشگاه فوتبال رئال وایادولید، باشگاه لئون، باشگاه اتلتیکو ایندپندینته، و باشگاه فوتبال روساریو سنترال اشاره کرد.